# Libra mol
La libra mol (símbolo: lb-mol.) es una unidad de medida para la cantidad de sustancia, que se utiliza a veces en ingeniería química en los Estados Unidos. 1 lb-mol ≡ 453,59237 mol (esta relación es exacta, a partir de la definición de libra de peso internacional).